# MikroHADES
mikroHADES – system informatyczny opracowany w połowie lat 80. XX wieku, w Zakładzie Systemów Dyspozytorskich (ZB-7) z Centrum Naukowo-Produkcyjnego Elektrotechniki i Automatyki Górniczej EMAG w Katowicach. Prototyp systemu mikroHADES zainstalowano w 1988 roku w kopalni Moszczenica. Ze względu na pozytywne rezultaty eksploatacji zainstalowano system w następnych 22 kopalniach.

## Przeznaczenie
System mikroHADES przeznaczony był do akwizycji danych służących do monitorowania przebiegu procesu technologicznego i wybranych parametrów bezpieczeństwa kopalni. Źródłem danych były zainstalowane w podziemiach kopalni czujniki dwustanowe pracy maszyn i urządzeń. Stany czujników przekazywano na powierzchnię za pośrednictwem częstotliwościowego systemu transmisji CTT32 (jedna para przewodów pozwalała przesłać stan 22 czujników). Maksymalna liczba czujników wynosiła 1056, a dane pomiarowe archiwizowano nie krócej niż przez jedną dobę. Do pobierania sygnałów z transmisji służył specjalny matrycowy multiplekser redukujący również liczbę połączeń kablowych pomiędzy systemem a transmisją. Do wybranej grupy 255 czujników stosowano pełny zakres przetwarzania, a dla pozostałych ograniczono przetwarzanie do najistotniejszych parametrów. Wprowadzono również pojęcie czujnika logicznego, którego stan był funkcją stanów wybranych czujników fizycznych, powiązanych swobodnie programowalnymi zależnościami logicznymi (iloczynem logicznym, sumą logiczną, sumą modulo 2, negacją).

## Historia powstania
System mikroHADES powstał w wyniku krytycznej analizy rezultatów eksploatacji modułu kontroli parametrów produkcji HADES, uwzględniającej oczekiwania dyspozytorów oraz wymagania informacyjne udostępniane przez dynamiczną tablicę synoptyczną DTS-1.